# Roeselia deplanana
Roeselia deplanana är en fjärilsart som beskrevs av Walker 1866. Roeselia deplanana ingår i släktet Roeselia och familjen trågspinnare. Inga underarter finns listade.